# Gigli
Gigli (IPA [dʒiːli]) is een Amerikaanse film uit 2003, geschreven en geregisseerd door Martin Brest, met in de hoofdrollen Ben Affleck en Jennifer Lopez. Al Pacino, Christopher Walken en Lainie Kazan zijn ook te zien in de film.
Het zou oorspronkelijk een zeer zwarte comedy zonder romantische elementen worden, maar de producers drongen tijdens het filmen aan op een herschrijving van het script.
In de uiteindelijke versie van de film krijgt huurling Larry Gigli (Affleck) de opdracht de verstandelijk gehandicapte en aan Baywatch-verslaafde broer van een openbaar aanklager te kidnappen, in een poging zijn baas te beschermen. De opdracht lijkt moeilijk te worden voor Gigli, zodat Ricki (Lopez), een lesbische huurmoordenaar, erop uitgestuurd wordt hem te helpen.

## Reactie
De film werd als een gigantische mislukking beschouwd, en kreeg door sommige recensenten zelfs het predicaat "slechtste film aller tijden" opgeplakt. De film, die $54 miljoen had gekost, verdiende in zijn openingsweekend minder dan $4 miljoen en werd vrijwel unaniem door de pers in de pan gehakt. (Gigli zette tevens het record als grootste bioscoopdaler in de tweede week; de opbrengst van het tweede weekend was bijna 82% lager dan die van het eerste.)
In de VS werd Gigli al snel een synoniem voor "slechte kwaliteit" en zorgde in de late-night talkshows voor veel hilariteit. De film werd uiteindelijk na slechts 3 weken uit de roulatie gehaald (een van de kortste roulaties voor een film van dit budget). Over het geheel genomen leverde de film $7 miljoen op. In budgetpercentages gemeten, is het een van de grootste financiële mislukkingen ooit. De Nederlandse bioscopen werden nooit gehaald, hoewel de film hier wel op DVD verkrijgbaar is.
Hoewel de film door de meeste mensen als schokkend slecht ervaren wordt (waarbij Lopez' "Het is voedertijd, smul-smul" het absolute dieptepunt is), kan de overexposure rondom Affleck en Lopez' verloving de reputatie van de film ook geschaad hebben.
De film ontving zes Golden Raspberry Awards in 2004; Slechtste Film, Slechtste Acteur, Slechtste Actrice, Slechtste Regisseur, Slechtste Script en Slechtste Koppel. In 2005 kreeg de film bij de Golden Raspberry Awards de prijs voor slechtste komedie in het 25-jarige bestaan van de Razzies. De film heeft door de gebruikers van de Internet Movie Database een prominente plek bij de "onderste honderd" gekregen.

## Trivia
- Halle Berry zou oorspronkelijk Ricki spelen, maar viel af.
- Het woord "fuck" wordt 124 keer gebruikt.
- Het enige castlid dat nooit vloekt tijdens de film is Christopher Walken.